# Flatolystra verrucosa
Espèce
Flatolystra verrucosa est une espèce d'insectes hémiptères de la famille des Fulgoridae, sous-famille des Aphaeninae, du genre Flatolystra.

## Dénomination
L'espèce a été décrite par l'entomologiste suédois Carl Stål en 1859, sous le nom initial de Dilobura verrucosa.

### Synonymie
- Dilobura verrucosa protonyme

## Répartition
- Brésil et Guyane française.